# L'ascesa dei Cyberuomini
L'ascesa dei Cyberuomini (titolo originale: Rise of the Cybermen) è il quinto episodio della seconda stagione della nuova serie di Doctor Who. È stato trasmesso per la prima volta il 13 maggio 2006 su BBC One nel Regno Unito, mentre la prima visione in lingua italiana è stata il 28 gennaio 2007 sul canale televisivo Jimmy. Si tratta del primo episodio di una storia in due parti, conclusasi con L'ascesa dei Cyberuomini (seconda parte) (titolo originale: The Age of Steel).
La storia è ambientata in una Londra di un universo parallelo, dove l'industriale John Lumic pianifica di convertire l'intero genere umano in dei Cybermen e il Dottore, Rose e Mickey Smith cercano di fermarlo. Nell'impresa sono assistiti dalla controparte di Mickey nell'universo parallelo, Ricky, che è il leader della resistenza. Nell'episodio successivo, Mickey decide di rimanere nell'universo parallelo e di dire addio al Dottore e a Rose.
L'episodio è il primo a vedere il ritorno dei Cybermen (chiamati nel doppiaggio italiano Cyberuomini) nella nuova serie di Doctor Who dopo il rilancio del 2005.

## Trama
Casualmente il Dottore, Rose e Mickey finiscono intrappolati in un universo parallelo. Qui il mondo è praticamente controllato dalla Cybus Industries, un'azienda informatica che ha inventato degli strani auricolari multifunzione, che ormai portano tutti. Questi permettono alla gente di rimanere psichicamente in contatto, in tempo reale, con la rete Internet e di sapere tutto ciò che accade istantaneamente. In questa realtà si scopre che il padre di Rose, Peter, è ancora vivo e famoso per aver inventato delle bibite dietetiche. È ricco e sposato con la moglie Jackie (la madre di Rose), ma senza figlie. L'unica "Rose" che vive con loro è una cagnolina.
La Cybus Industries sta tramando di "migliorare" l'apparato che gli umani indossano e trasformare letteralmente questi ultimi in autentici cyborg, privi di sentimenti e tutti uguali. Il progetto nasce dalla mente di John Lumic, proprietario delle Cybus Industries, condannato da una malattia su una sedia a rotelle. Inizialmente il suo interesse consisteva nel creare un nuovo corpo per se stesso e per chiunque non voglia ammalarsi o soffrire ma poi i suoi metodi ed obbiettivi cominciano a degenerare. La sperimentazione viene infatti effettuata su cavie umane che vengono prelevate tra i senza tetto della città e successivamente comincia ad intravedere la possibilità di raggiungere il potere tramite la trasformazione degli esseri umani in cyborg facilmente controllabili. Per portare la popolazione nelle sue fabbriche di trasformazione utilizza l'auricolare che tutti indossano come oggetto indispensabile per essere collegati alla rete globale.

### Continuity
La serie spin-off Torchwood viene nominata due volte nell'episodio, una durante il notiziario in TV visto da Rose sul suo cellulare dove viene menzionato il Torchwood Institute, e poi ancora durante la festa, quando Pete Tyler chiede a un invitato: «come va alla Torchwood?».
Scontenta del fatto che il Dottore abbia scelto di farli ammettere come parte della servitù alla festa di compleanno di Jackie, uno dei suggerimenti di Rose è che avrebbero potuto farsi ammettere alla festa come "Sir Dottore" e "Lady Rose", un riferimento alle onorificenze ricevute dalla Regina Vittoria nell'episodio L'impero del Lupo.
Il doppio di Mickey nell'universo parallelo si chiama "Ricky", un riferimento al nome sbagliato con il quale il Nono Dottore si riferiva spesso a Mickey, per scherzo, nei primi episodi della prima stagione.
Quando il TARDIS precipita rovinosamente all'inizio dell'episodio, sei maschere antigas cadono dal soffitto. Si tratta del primo riferimento visivo in assoluto al fatto che il TARDIS richieda sei piloti per essere correttamente condotto, come affermato nella serie classica di Doctor Who. In The Age of Steel Mickey confessa di sentirsi un po' come il "cane di latta", un ovvio riferimento a K-9, ex cane robot del Dottore. Nella storia Una vecchia amica (titolo originale: School Reunion), Mickey aveva detto di essersi unito all'equipaggio del TARDIS in quanto non voleva più essere "il cane di latta", perché così si sentiva restando a casa e fornendo supporto a distanza al Dottore e a Rose durante le loro avventure. Quando il Decimo Dottore dice addio a Mickey, lo chiama scherzosamente "Mickey l'idiota". Questo era il soprannome che il Nono Dottore aveva dato al ragazzo durante gli eventi di Alieni a Londra (World War Three).

## Produzione

### Sceneggiatura
La rivista Doctor Who Magazine n. 368 confermò che la storia si ispirava allo sceneggiato radiofonico Spare Parts della Big Finish Productions. Russell T. Davies l'aveva precedentemente descritto (insieme a The Holy Terror) come "uno dei migliori drammi radiofonici mai scritti, in qualsiasi media, ovunque". L'autore di Spare Parts, Marc Platt, ricevette un compenso e venne ringraziato nei titoli di coda dell'episodio. Tuttavia, lo sceneggiatore Tom MacRae fece notare che la storia non era una semplice riscrittura di Spare Parts: «La mia storia non è la stessa; ha un'ambientazione diversa, tematiche differenti, e personaggi diversi, perché quando iniziammo a discuterne, il tutto si evolse in una direzione molto diversa. Ma come dice Russell, non avremmo neanche iniziato a scrivere la storia se prima di tutto non avessimo ascoltato Spare Parts».
Stesure iniziali della storia prevedevano anche dei "negozi di corpi", dove le persone malate avrebbero potuto acquistare nuovi organi cibernetici. Davies fece eliminare questo particolare in quanto lo riteneva troppo irreale. Egli istruì anche Tom MacRae circa il "limitare le differenze tra le versioni dei personaggi degli universi paralleli e le loro rispettive controparti reali". Secondo quanto dichiarato da Andrew Hayden-Smith in un'intervista, e da Russell T. Davies durante una conferenza stampa, i personaggi di Ricky e Jake inizialmente dovevano essere gay ed amanti. Una scena eliminata inclusa nel box set The Complete Series Two dove i due si baciano, conferma la notizia. Secondo quanto affermato da Graeme Harper nel commento audio dell'episodio, la sequenza iniziale prima dei titoli di testa fu riscritta da Russell T. Davies perché egli non era soddisfatto della prima versione. Nel commento, viene fatto notare che il "40º compleanno di Jackie" è un riferimento al quarantesimo anniversario della messa in onda della macrostoria The Tenth Planet, prima apparizione ufficiale dei Cybermen nella serie.
A differenza delle storie in due parti della prima stagione del 2005, questo episodio non contiene nessun "trailer" della prossima puntata; compare infatti solo la laconica scritta "To be continued...", e si trattò della prima volta che un espediente narrativo del genere fu utilizzato nella storia del programma. Molti telespettatori, e lo sceneggiatore Steven Moffat, avevano criticato la scelta di impiegare dei "prossimamente" nella precedente stagione.

### Riprese
Le riprese si svolsero tra Coal Exchange e Mount Stuart Square, Cardiff Bay. Gli esterni della fabbrica e molti altri interni furono girati nella Uskmouth Power Station di Newport, Galles.

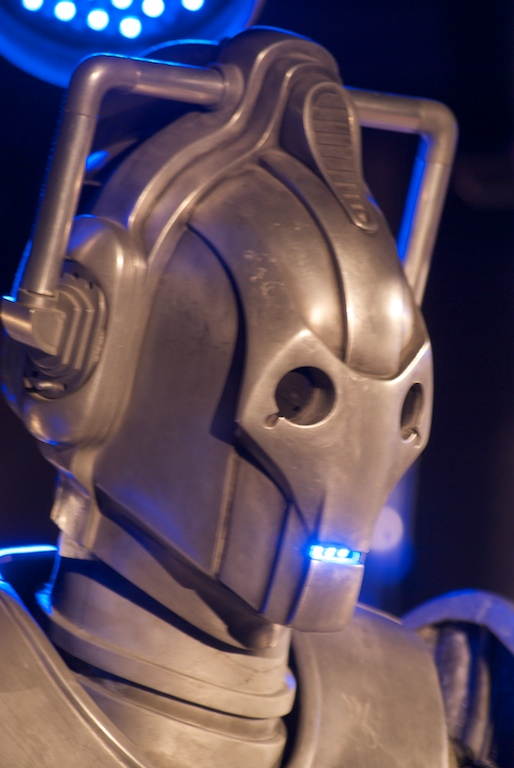
Il nuovo "restyling" dei Cybermen

Interessante nell'episodio la reintroduzione dei Cybermen, rimodernati sia come armatura che come origini; adesso sono esseri umani ai quali il cervello viene rimosso e collocato in una speciale armatura che permette all'utente di non morire e invecchiare mai. Privati delle emozioni primarie degli esseri umani, anche loro, come i Dalek, vogliono conquistare la galassia. Il nuovo design dei Cybermen deriva dal webcast Real Time. Il regista Graeme Harper voleva un tocco di "Art déco" nella Terra dell'universo parallelo. Il look art déco, come le movenze robotiche dei Cybermen, sono reminiscenze dal Metropolis di Fritz Lang.

### Casting
Colin Spaull aveva interpretato il ruolo di Lilt in Revelation of the Daleks, diretto anch'esso da Graeme Harper. Spaull è il sesto attore ad apparire sia nelle serie classica originale di Doctor Who sia in quella nuova. Don Warrington, che interpreta il Presidente della Gran Bretagna, in precedenza aveva doppiato il personaggio di Rassilon in vari programmi radiofonici dedicati a Doctor Who.
Graeme Harper è il primo regista ad aver diretto episodi sia della serie classica che di quella nuova, essendosi occupato in precedenza del celebre The Caves of Androzani e di Revelation of the Daleks.
Sul bicipite destro di Mickey è visibile un grosso tatuaggio; secondo l'attore Noel Clarke, il tatuaggio era finto ed era stato disegnato appositamente per l'episodio dal reparto trucco.
Roger Lloyd-Pack e David Tennant avevano già lavorato insieme in precedenza in Harry Potter e il calice di fuoco, interpretando padre e figlio rispettivamente.
Secondo il Sun, Roger Lloyd-Pack si ruppe una gamba pochi giorni prima dell'inizio delle riprese, e per questo il suo personaggio, John Lumic, venne sistemato su una sedia a rotelle riscrivendo il copione. Tuttavia, la notizia venne smentita dallo sceneggiatore Tom MacRae in Doctor Who Magazine n. 369. Roger Lloyd-Pack raccontò al Daily Mirror di essersi ispirato a Donald Rumsfeld per il personaggio di Lumic.

## Critica
Le due parti di L'ascesa dei Cyberuomini sono generalmente ritenute una delle migliori storie di Doctor Who da quando la serie è stata rilanciata nel 2005. La storia è inoltre molto popolare tra i fan della serie per il ritorno dei Cybermen, storici mortali nemici del Dottore.
Dek Hogan di Digital Spy recensì positivamente L'ascesa dei Cyberuomini, descrivendo i nuovi Cybermen "impressionanti, non solo fantastici d'aspetto, ma anche veramente spaventosi allo stesso tempo". In particolare egli lodò la trama della storia definendola "collegata con la nostra ossessione moderna di aggiornare sempre tutto". Ahsan Haque di IGN diede all'episodio un voto di 8.5 su 10, scrivendo che "divertiva ed aveva anche buoni dialoghi". Haque si espresse molto positivamente sul ritorno dei Cybermen e sui personaggi di Mickey e Rose. Nick Setchfield della rivista SFX diede alle due parti della storia un giudizio favorevole, lodando nello specifico la regia di Harper. Tuttavia, criticò l'interpretazione di Lloyd-Pack nel ruolo di Lumic definendola "troppo sopra le righe".